# Блеквуд
Бле́квуд (англ. Blackwood, валл. Coed Duon) — місто на південному сході Уельсу, в області Карфіллі.
Населення міста становить 15 306 осіб (2001).
У місті розпочав свою творчість гурт Manic Street Preachers. 